# Museu Departamental de l'arqueologia Gillot (Jerome) Carcopino
El Museu Departamental de l'arqueologia Gillot (Ghjlormu) Carcopino es troba en la comuna de Aleria a Còrsega (França) al voltant de 70 quilòmetres de Bastia ia 120 quilòmetres d'Ajaccio.

## El Museu
En el museu és possible trobar col·leccions d'arqueologia, d'art religiós i de l'etnografia.
El director del museu és Ghjuvan Claudiu Ottaviani.
El museu porta a terme al Fort de Matra (segle 14) situat a la part antiga de Aleria a uns dos quilòmetres del poble moderna.
Les col·leccions al museu de Aleria pertanyen a quinze segles de la història de Còrsega i el mateix Aleria, des del segle 10 aC fins al segle cinquè.
Bastants dels objectes exposats són de gran importància arqueològica, tant per als que es refereix als coneixements de Còrsega, però també per la del món mediterrani.
Aquesta importància es deriva del jaciment arqueològic de Aleria, que no va ser només una de les antigues capitals de Còrsega, però que també ha estat durant la seva història, la colònia dels grecs de Focea, a continuació, dels cartaginesos, després dels romans i que finalment ha estat envaït i destruït pels vàndals al segle cinquè.
Entre els artefactes notable en el museu que es pot esmentar hi ha un plat que representa un dels elefants d'Aníbal en camí, dues copes gregues per les libacions (Ryton) que tenen una forma zoomorfa extraordinària i rara com la reproducció d'un cap de gos i d'una mula o cavall.
Finalment hi ha ceràmiques i atuells gregues, etrusques i romans, armes de bronze, àmfores, monedes i molts objectes de la vida quotidiana.

## El Fort de Matra
El Fort de Matra és un monument classificat com a monument nacional des de 1962.
Va ser construïda pels genovesos al segle 14.
Va ser seu d'un esquadró de cavalleria, la missió era protegir els territoris de la zona, la costa oriental i la zona de les llacunes costaneres.
De fet, la importància militar de la fortalesa derivada de la seva posició estratègica per estar situada a la part superior d'un turó propera. Durant els segles la fortalesa s'havia convertit en un dipòsit d'armes per als genovesos i per aquesta raó, el 1729, va ser parcialment destruït pel cors que es rebel·laven contra ells.
La fortalesa, reconstruïda posteriorment, ha donat la benvinguda al rei Teodor I de Còrsega durant el seu curt regne sobre Còrsega. Posteriorment va arribar a mans de la poderosa família Matra, que ha tingut el control de la fortalesa.
El més conegut de la família Matra va ser Mariu Emmanuele Matra, que va ser en la lluita contra Pasquale Paoli a Còrsega i va morir el 28 març 1757, però el fort es va mantenir la propietat de la família.
L'any següent a la seva classificació com a monument nacional, el 1963, un dipòsit dels materials arqueològics recollits es va instal·lar en el fort amb tot el material procedent de la zona i sobre tot el que van trobar durant les excavacions efectuades en l'antic Aleria, a alguns centenars de metres de distància de la fortalesa.
Després de 1979 el fort de Matra va ser comprat pel departament de Haute-Corse de França i aquest material va ser la base del nou Museu.

## Galeria

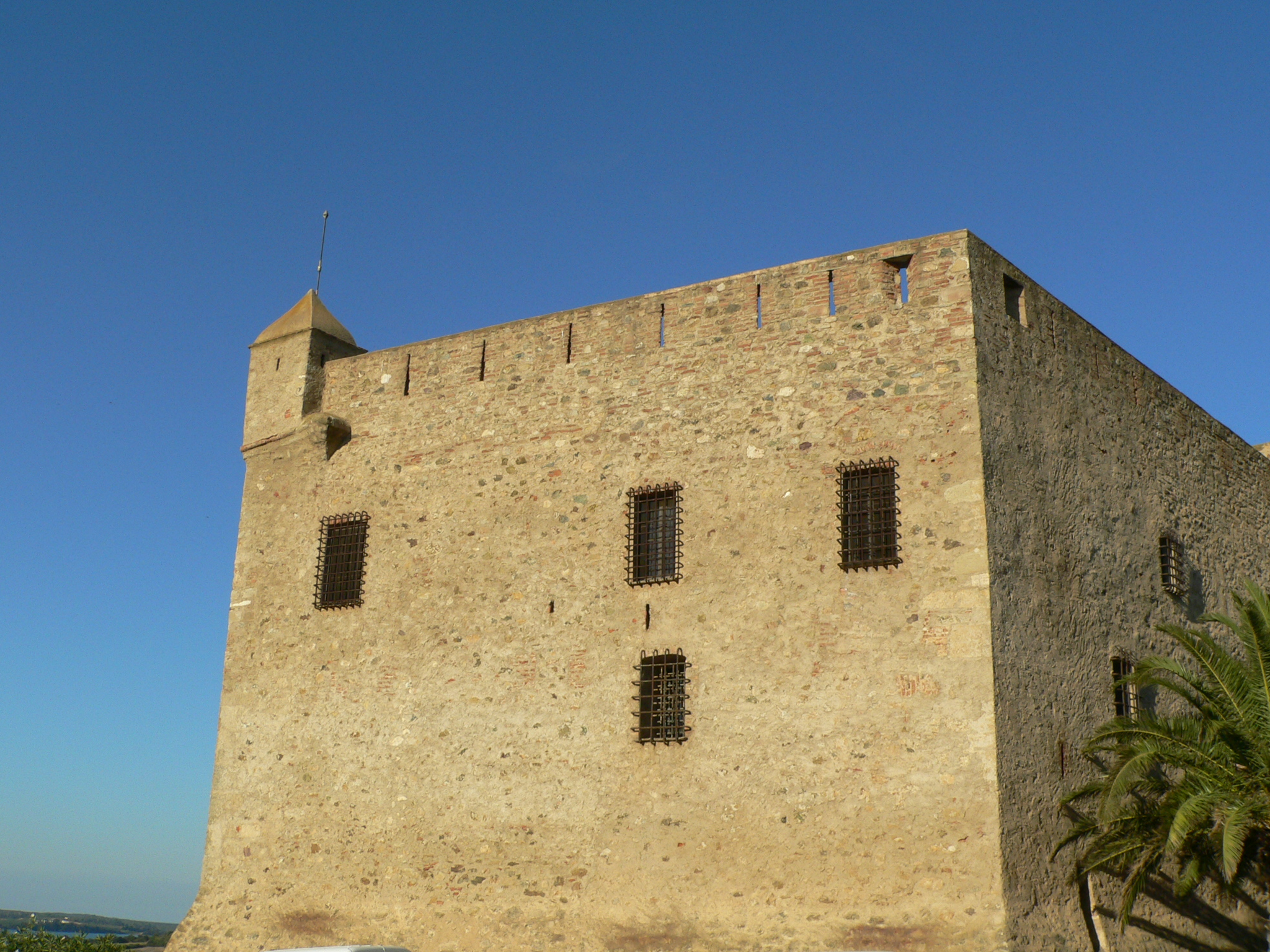
Fort de Matra
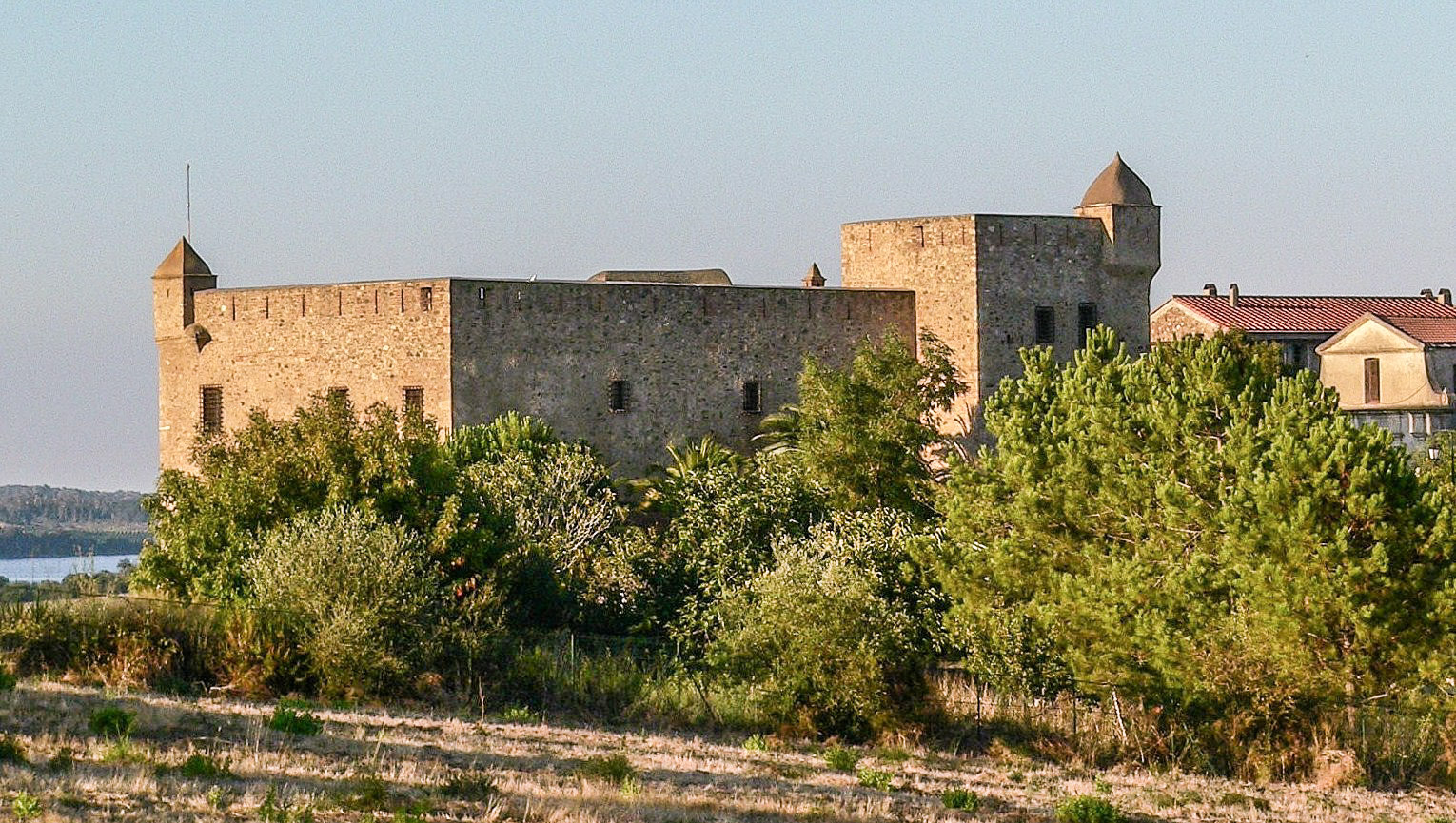
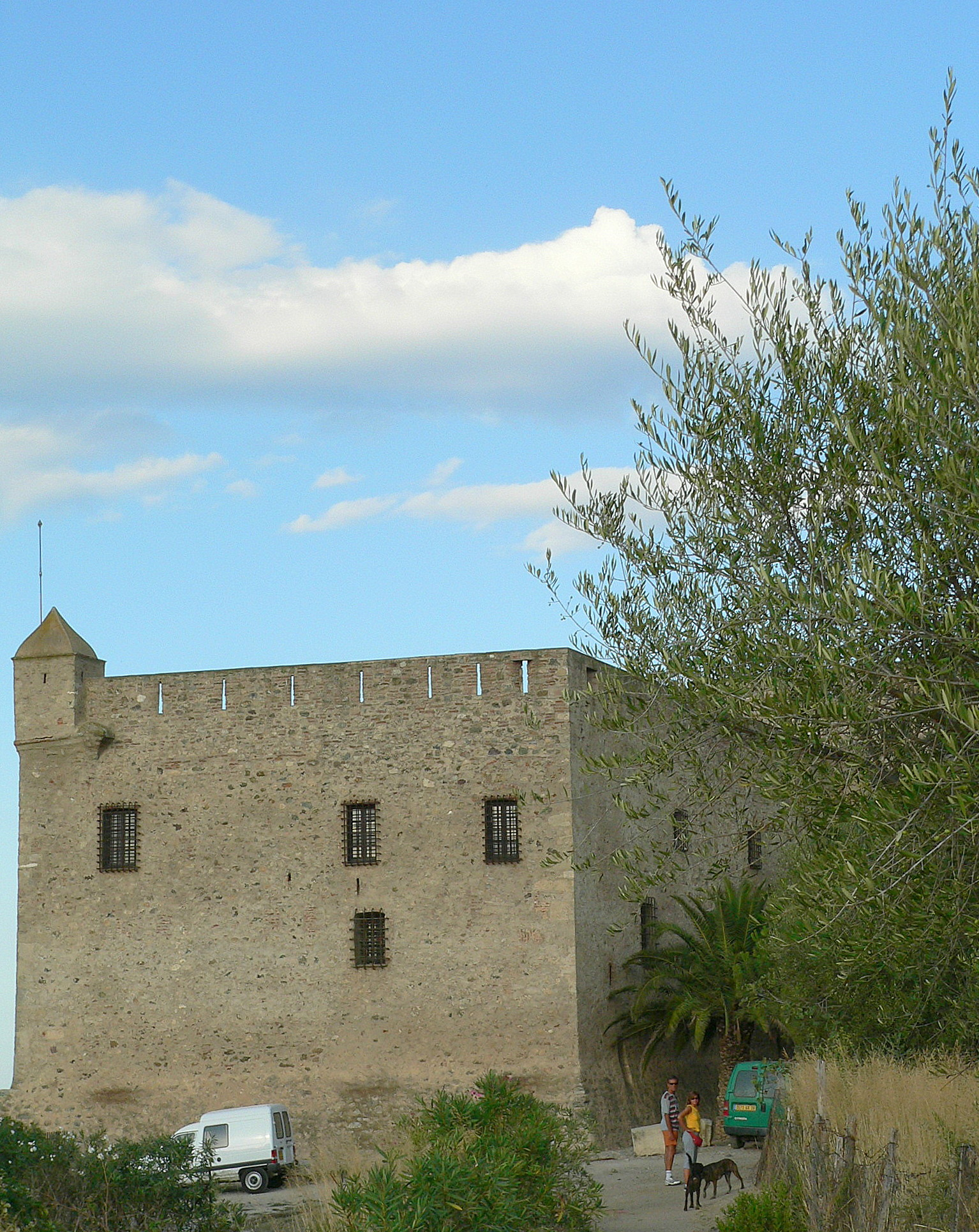
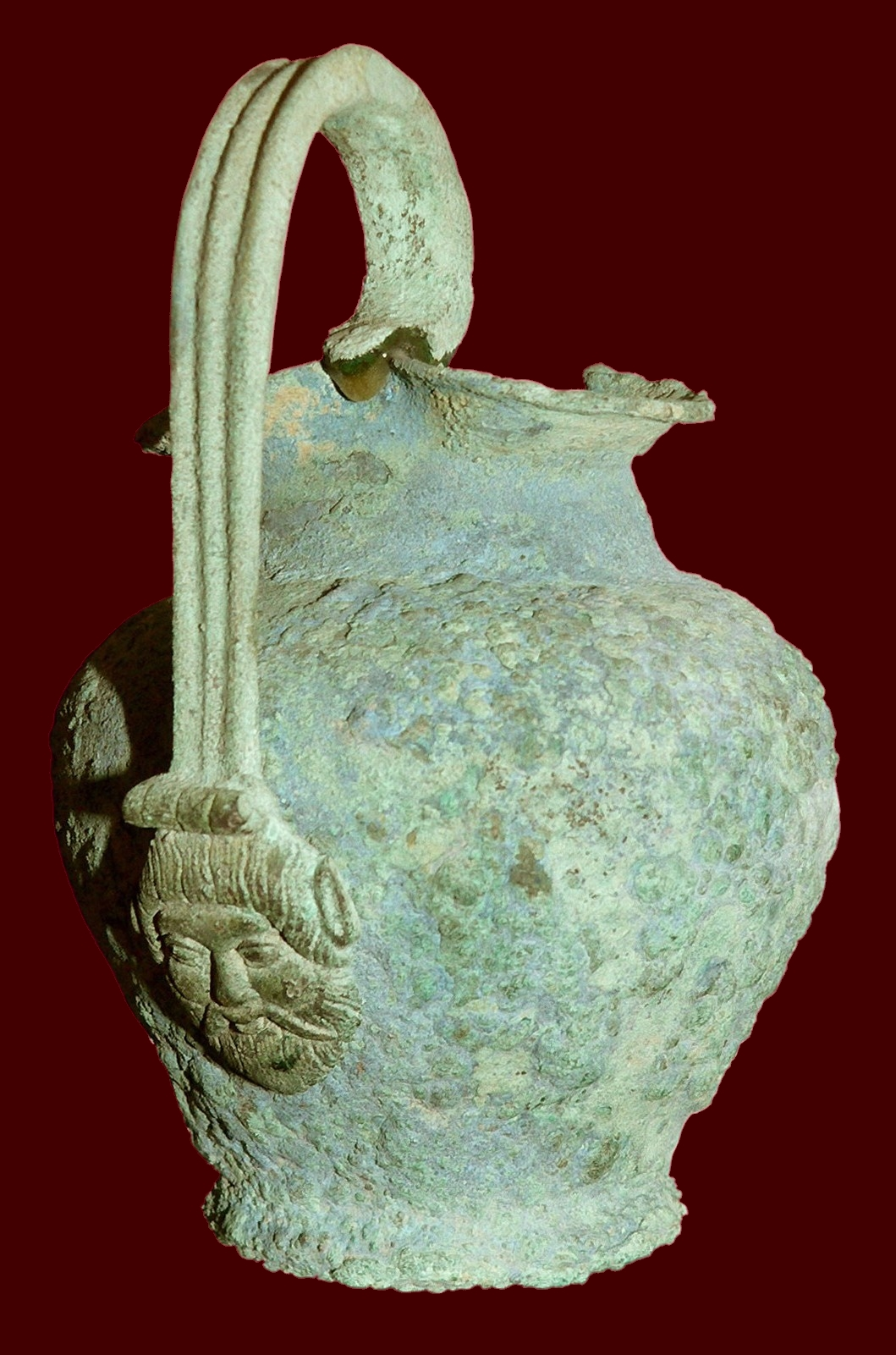
gerros de bronze
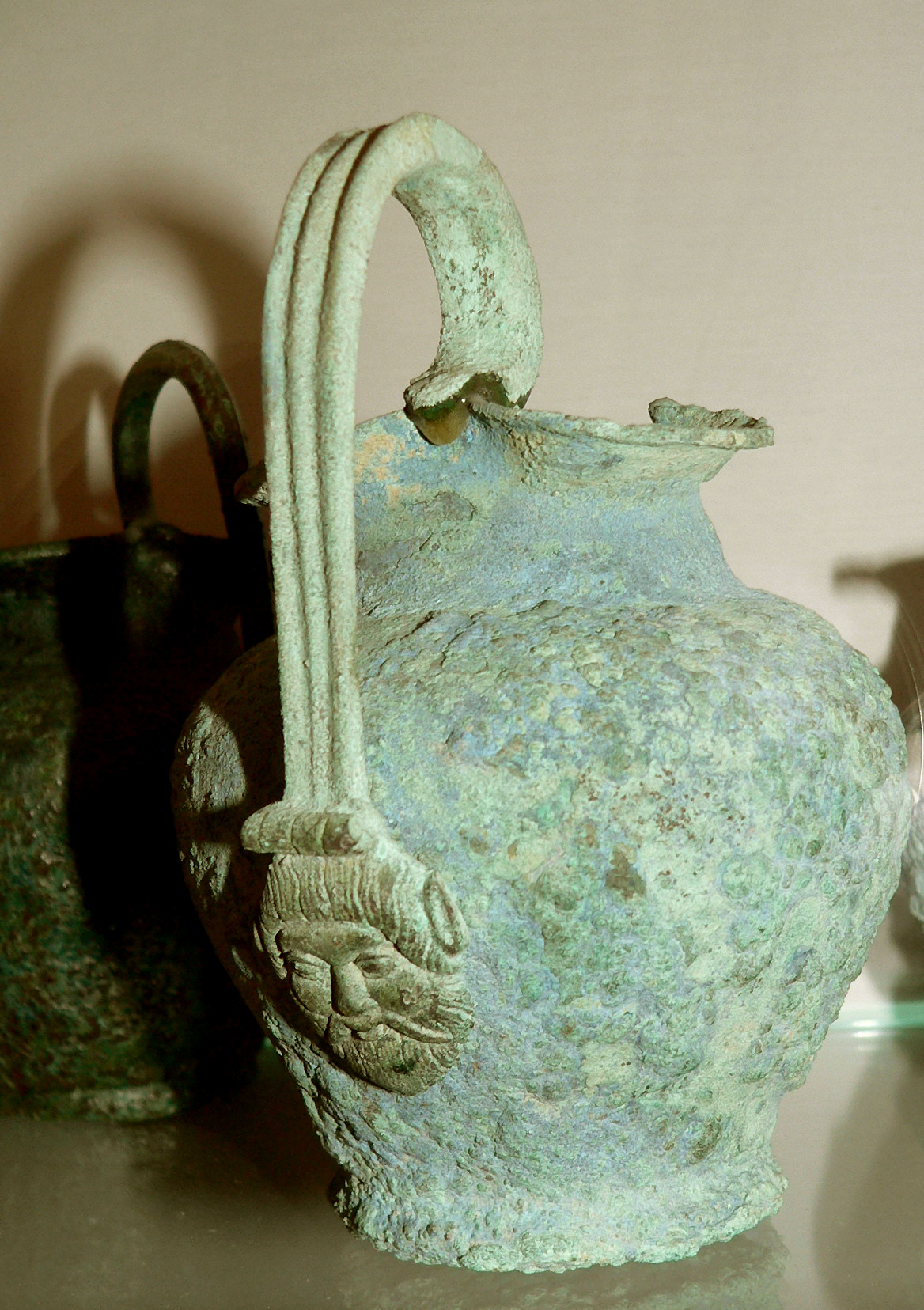
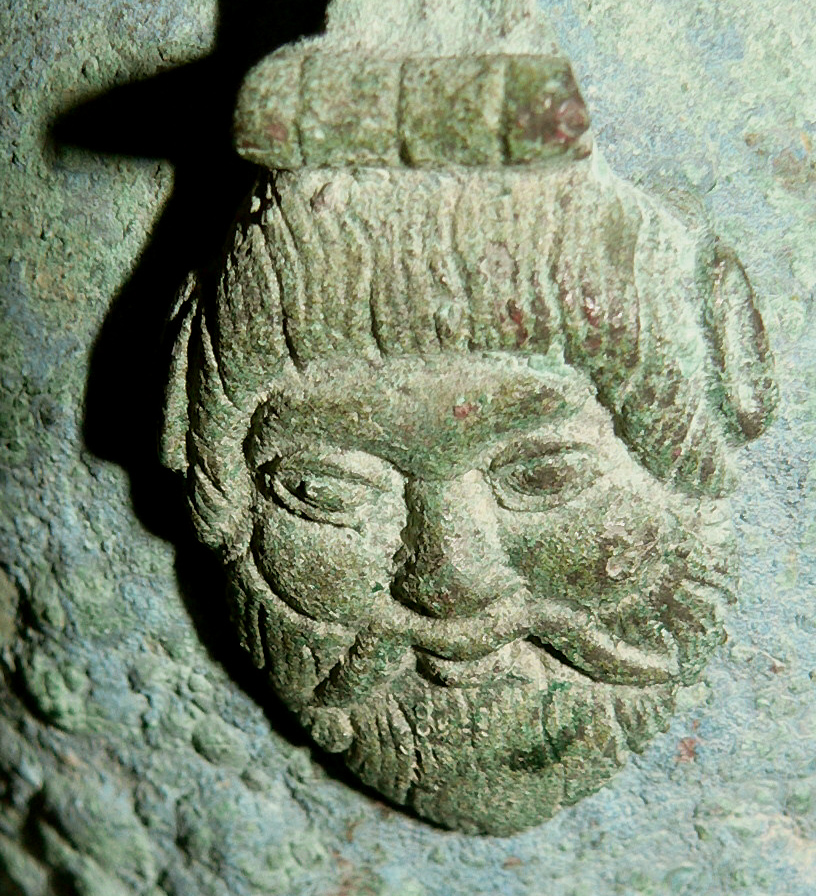
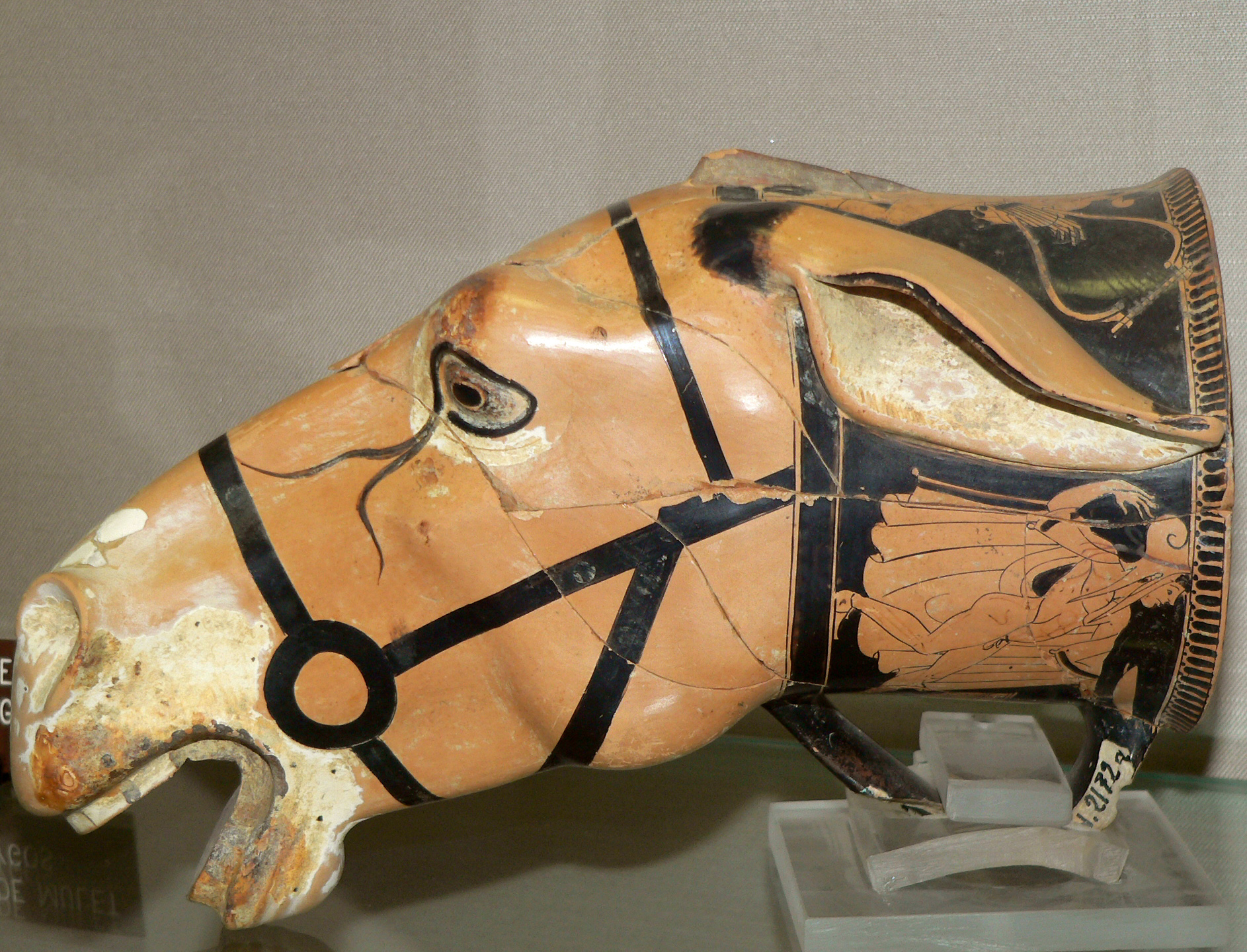
L'altre Rhyton.